# Athemus angusticollis
Athemus angusticollis is een keversoort uit de familie soldaatjes (Cantharidae). De wetenschappelijke naam van de soort werd in 1955 gepubliceerd door Maurice Pic.